# سکمه‌دوزی
سکمه‌دوزی هنری است که در آن با عبور نخ‌های رنگین از لا به لای تار و پود پارچه و دوختن این الیاف به یکدیگر پارچهٔ ساده حالتی رنگین و مشبک به خود می‌گیرد.